# Disfagia
La disfagia è una disfunzione dell'apparato digerente, consistente nella difficoltà a deglutire, e al corretto transito del bolo nelle vie digestive superiori; quasi sempre si manifesta come conseguenza di altri disturbi ostruttivi o motori, come presenza di neoplasie o acalasia. Può riguardare solo i cibi solidi, o anche quelli semiliquidi o liquidi. È da distinguere dall'odinofagia, che consiste in un'algia alla deglutizione.

## Eziologia
Le cause possono essere di tipo ostruttivo, ovvero di riduzione del lume delle vie digestive superiori (esofago in particolare) per compressione o ostruzione, oppure di tipo motorio (discinesie).
Rientrano nella prima categoria la presenza di corpi estranei, stenosi, tumori, diverticoli, infiammazioni, ingrossamento della tiroide, spondilite cervicale. Nel secondo gruppo, si comprendono gli esiti funzionali di patologie sistemiche, come polimiosite, sclerosi laterale amiotrofica o sclerodermia, e di patologie esofagee come l'acalasia, lo spasmo esofageo diffuso, o le discinesie idiopatiche dell'esofago.
Altre cause rintracciabili possono essere neurologiche, come la paralisi dei muscoli della lingua, o la poliomielite, oppure neuromuscolari, come la miopatia e la miastenia.

### Classificazione
Esistono diverse tipologie nosografiche delle disfagie.
A seconda dell'eziologia:
- Disfagia da anello di contrazione;
- Disfagia lusoria, se derivata dagli esiti anatomici di una vascolarizzazione toracica aberrante che insiste sul corpo esofageo;
- Disfagia maligna, se la causa è da imputarsi al restringimento del tratto esofageo a causa dell'espansione di un tumore;
- Disfagia psicogena, quando accade in assenza di ostacoli obiettivamente rilevabili al transito del bolo;
- Disfagia sideropenica, attualmente meglio conosciuta come sindrome di Plummer-Vinson.

A seconda della localizzazione:
- Disfagia orofaringea, se la difficoltà riguarda il passaggio del cibo dall'orofaringe all'esofago;
- Disfagia esofagea, se relativa al transito esofageo;
- Disfagia valleculare.

A livello funzionale e semeiotico, si distingue inoltre tra:
- Disfagia ortodossa, nel caso di difficoltà di transito all'inizio con i solidi, poi anche con i liquidi;
- Disfagia paradossa, nel caso di difficoltà di transito all'inizio con i liquidi, poi anche con i solidi (frequente in caso di acalasia esofagea)[3].

## Clinica

### Segni e sintomi
In campo medico si è discusso se la disfagia possieda sintomi propri, o se i sintomi siano sempre correlati all'eziologia; rimangono comunque accertate le sue caratteristiche semeiotiche.
A seconda della localizzazione la disfagia si può presentare con una clinica differente:
- le manifestazioni cliniche della disfagia orofaringea sono rappresentate da difficoltà nel controllo del bolo nella cavità orale con perdita di saliva o cibo dalla bocca, tosse, sensazione di soffocamento per aspirazione nelle vie aeree, rigurgito nasale, ma anche affaticamento durante il pasto, deglutizioni multiple per uno stesso bolo e assunzione di determinate posture durante la deglutizione;
- la disfagia esofagea, invece, si può manifestare con sensazione di cibo che si blocca a livello della parte bassa della gola o nel torace, pirosi, odinofagia.

### Test di valutazione della disfagia
I test di screening della disfagia più citati in letteratura sono:
- Gugging Swallowing Screen (GUSS)
- Standardized Swallowing Assessment (SSA)
- Toronto Bedside Swallowing Screening Test (TOR-BSST)
- Acute Stroke Dysphagia Screen (ASDS)[5]

### Esami di laboratorio e strumentali
Lo standard di riferimento nello studio della disfagia è rappresentato dalla videofluoroscopia che permette un'analisi accurata di tutto l'atto deglutitorio.
Ancora poco diffusa risulta, invece, l'impiego della videofluoromanometria, che prevede l'esecuzione simultanea della videofluoroscopia e la registrazione di un tracciato manometrico, al fine di una più precisa valutazione del disturbo disfagico riferito dal paziente correlando i dati morfologici a quelli funzionali.
Le indicazioni per l'esecuzione di esami strumentali sono:
- confermare una diagnosi sospettata all'esame clinico;
- segni e sintomi non compatibili con la valutazione all'esame obiettivo del paziente;
- paziente disfagico con grave deficit mentale;
- dimagramento, disidratazione o complicanze broncopolmonari in pazienti ad alto rischio di disfagia;
- valutare la possibilità di alimentazione orale nei pazienti a rischio di aspirazione;
- verificare l'efficacia di manovre e posture di compenso;
- peggioramento di una disfagia nota.

## Trattamento
Il trattamento è eziologico, vale a dire volto a trattare la causa della sintomatologia. In caso di restringimenti dell'esofago per anomalie della muscolatura intrinseca (acalasia), il trattamento farmacologico sarà volto a favorire il rilassamento della muscolatura tramite farmaci miorilassanti come i calcio-antagonisti, il trattamento chirurgico sarà volto alla dilatazione dell'area coinvolta (generalmente lo sfintere esofageo inferiore) tramite dilatazione pneumatica o miotomia. In caso di tumori comprimenti o infiltranti l'esofago il trattamento si avvarrà di rimozione chirurgica del tumore con eventualmente chemioterapia adiuvante. L'intervento sarà palliativo o curativo a seconda della tipologia e dello stadio del tumore in questione. In corso di sindrome di Plummer-Vinson sarà effettuata terapia marziale eventualmente supportata da chirurgia dilatativa. Per disordini psicogeni il trattamento è psicologico o psichiatrico.
Fondamentale inoltre l'intervento riabilitativo del logopedista, il quale, affiancato dall'équipe multidisciplinare, potrà stabilire le consistenze di bolo più adatte per il singolo paziente e le eventuali posture facilitanti. Segue un percorso riabilitativo con recupero parziale o totale al quale il paziente e i familiari sono tenuti a partecipare attivamente per garantire un miglior outcome possibile.
Per il trattamento riabilitativo viene spesso utilizzata la terapia a vibrazione locale che permette anche un trattamento intraorale.